# Piper fragile
Piper fragile är en pepparväxtart som beskrevs av George Bentham. Piper fragile ingår i släktet Piper och familjen pepparväxter. Inga underarter finns listade i Catalogue of Life.